# Поддубный, Александр Яковлевич
Александр Яковлевич Поддубный (9 июня 1927 — 1982) — начальник участка нефтепромыслового управления «Приазовнефть» объединения «Краснодарнефтегаз» Министерства нефтеперерабатывающей промышленности СССР, Краснодарский край. Герой Социалистического Труда.

## Биография
Родился 9 июня 1927 года в селе Успенское в Успенском районе Армавирского округа Северо-Кавказского края (ныне — районный центр Краснодарского края) в семье крестьянина. Русский.
После окончания в 1948 году Туапсинского нефтяного техникума по специальности «эксплуатация нефтяных и газовых скважин» начал работать мастером, затем старшим мастером комплексной бригады по добыче нефти и газа в нефтегазодобывающем управлении (НГДУ) «Хадыжнефть».
С 1951 года проходил военную службу в Бакинском округе противовоздушной обороны в должности начальника снабжения горюче-смазочными материалами.
После увольнения из армии в 1957 году продолжил работать в городе Славянске-на-Кубани в нефтегазодобывающем управлении (НГДУ) «Приазовнефть» мастером по добыче нефти и газа промысла № 3.
Трудовая деятельность Александра Яковлевича совпала с началом промышленной нефтедобычи на Кубани. Коллектив бригады А. Я. Поддубного постоянно значительно перевыполнял производственные планы. В 1960 году его бригаде первой в управлении было присвоено почётное звание «Коллектив коммунистического труда».
Указом Президиума Верховного Совета СССР от 23 мая 1966 года за выдающиеся заслуги в выполнении заданий семилетнего плана по добыче нефти и достижение высоких технико-экономических показателей в работе Поддубному Александру Яковлевичу присвоено звание Героя Социалистического Труда с вручением ордена Ленина и золотой медали «Серп и Молот».
С 1973 года А. Я. Поддубный работал начальником смены районной инженерно-технологической службы нефтегазодобывающее управление (НГДУ) «Приазовнефть».
С 1976 года занимал должность заместителя начальника НГДУ «Приазовнефть». С 1978 года работал старшим технологом отдела добычи нефти и газа НГДУ «Приазовнефть» до ухода на пенсию в 1980 году.
Избирался депутатом Славянского районного и городского Советов народных депутатов, членом Краснодарского крайкома КПСС и Славянского горкома партии.
Проживал в городе Славянске-на-Кубани Краснодарского края, скончался в 1982 году.

## Награды
- Золотая медаль «Серп и Молот» (23.05.1966);
- Орден Ленина (23.05.1966).
- Орден «Знак Почёта» (30.03.1971).
- Медаль «За трудовую доблесть»
- Медаль «В ознаменование 100-летия со дня рождения Владимира Ильича Ленина» (6 апреля 1970)
- и другими

## Память
- В Краснодаре установлена мемориальная доска с именами Героев Социалистического Труда Кубани и Адыгеи